# Otto Volk (Mathematiker)

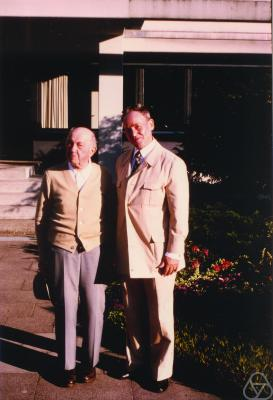
Otto Volk (links) zusammen mit Eduard Stiefel in Oberwolfach, 1978

Otto Volk (* 13. Juli 1892 in Neuhausen auf den Fildern; † 21. März 1989 in Würzburg) war ein deutscher Mathematiker, Astronom und Mäzen.

## Leben
Volk wuchs als fünftes von 13 Kindern des Lehrers Josef Volk (in Neuhausen a.d.F.) auf. Er besuchte von 1903 bis 1906 die Lateinschule in Rottenburg am Neckar und bis zu seinem Abitur 1910 das Gymnasium Ehingen an der Donau.
Dem Studium der katholischen Theologie, Philosophie von 1910 bis 1914 an der Universität Tübingen und dem im gleichen Jahr abgelegten Staatsexamen mit anschließender Ordination 1915 folgte das Mathematikstudium in Tübingen (u. a. bei Oskar Perron) und an der TH München (u. a. bei Georg Faber und Heinrich Liebmann).
Nach einjährigem Schuldienst 1917 in Schwäbisch Gmünd und Feuerbach bei Stuttgart wurde Volk 1918 an der TH München zum Dr.-Ing. promoviert. Er wechselte an die Universität München als Assistent von Aurel Voss, Ferdinand Lindemann und Alfred Pringsheim. Dort wurde er 1920 von Ferdinand Lindemann mit einer Arbeit über Entwicklungssätze nach Funktionen des elliptischen Zylinders zum Dr.-phil. promoviert. Nach seiner Habilitation 1922 an der Universität München wurde er von 1923 bis 1930 Ordinarius und Vorstand des von ihm zu errichtenden Instituts für Mathematik und Astronomie an der im Aufbau befindlichen Universität Kaunas in Litauen.
Aufgrund der politischen Situation in Litauen nahm Volk 1930 das Extraordinariat unter den Mathematikern Georg Rost und Eduard von Weber in Würzburg an und wurde 1935 Webers Nachfolger. Nach Rosts Emeritierung wurde Volk 1937 auch Ordinarius für Astronomie und bekleidete das Amt des Direktors des Mathematischen Seminars sowie Leiters des Astronomischen Instituts und der Sternwarte der Universität Würzburg.
In den Jahren seiner planmäßigen astronomischen Beobachtungen befasste er sich auch mit der Himmelsmechanik. Der von K. Reinmuth in Heidelberg entdeckte Kleine Planet 1937TF wurde auf Vorschlag von Otto Volk nach seinem Vorgänger Georg Rost „Rostia (Asteroid)“ benannt.
1937 wurde Volk der erste Dekan der im gleichen Jahr gegründeten Naturwissenschaftlichen Fakultät, wurde aber bereits 1938 aus politischen Gründen abgesetzt. Bereits kurz nach Kriegsende bemühte er sich um die Aufräumarbeiten der durch die Bombardierung vom 16. März 1945 zerstörten astronomischen und mathematischen Einrichtungen.
Nachdem Volk, der ab 1938 Parteimitglied der NSDAP war, 1945 durch die Militärregierung seines Amtes enthoben worden war, wurde er von 1947 bis 1949 Mitarbeiter und stellvertretender Institutsleiter des Mathematischen Forschungsinstituts in Oberwolfach. Eine Wiederanstellung in Bayern nach der Entnazifizierung verhinderte zunächst der bayerische Kultusminister Alois Hundhammer. 1949 wurde Volk in Würzburg wieder zum ordentlichen Professor ernannt und gleichzeitig gesundheitsbedingt pensioniert. 1959 wurde Volk emeritiert.
Volk übernahm Lehraufträge am Ohm-Polytechnikum in Nürnberg und durch Vermittlung von Guido Hoheisel an der Universität Köln. In Würzburg hielt er bis zum Sommersemester 1988 weiterhin regelmäßige und zahlreiche Vorlesungen über Himmelsmechanik, Geschichte der Mathematik und Geschichte der Universität Würzburg.
1969 lehnte Volk die Berufung an die Universität Izmir in der Türkei ab.
Otto Volk wurde, nachdem er am 21. März 1989 verstorben war, auf dem Würzburger Waldfriedhof beigesetzt.

## Astronomie
Volk leitete 1961 die Errichtung der Notsternwarte auf der Kanzel vom Hof Ober-Frankfurt, dem ehemaligen in der Franziskanergasse 2 gelegenen Wohnhaus Balthasar Neumanns, und gilt seit der zweijährigen Errichtung der Sternwarte auf der Keesburg und Eröffnung 1966 in der Johannes-Kepler-Straße in Würzburg als „Vater der Sternwarte“.
Durch die Bemühungen Volks wurde 1965 der Lehrstuhl für Astronomie an der Naturwissenschaftlichen Fakultät errichtet, den er bis zur Amtsübernahme durch Hans Haffner kommissarisch bis 1967 leitete.
Volk stiftete eine Bronzetafel zur Erinnerung an die von Franz Huberti auf dem Turm der Würzburger Universitätskirche errichtete erste Würzburger Universitätssternwarte. Die Bronzetafel befindet sich am Fuße der Neubaukirche.

## Ehrungen
- 1987 Bundesverdienstkreuz am Bande
- 14. Juli 1989 Gedenkkolloquium durch das Mathematische Institut in Würzburg
- Gedenkzimmer im Mathematischen Institut in Würzburg

## Stiftung
Volk gründete 1983 die Otto-Volk-Stiftung, die durch die Julius-Maximilians-Universität Würzburg verwaltet wird. Der Stiftungszweck lautet: „Förderung der Forschung auf dem Gebiet der Mathematik, der Himmelsmechanik und der Geschichte der Mathematik und Astronomie an der Fakultät für Mathematik der Universität Würzburg“. Die Otto-Volk-Stiftung verleiht jährlich die Otto-Volk-Medaille in Silber für hervorragende Leistungen bei Abschlussprüfungen und Promotionen am Mathematischen Institut der Universität Würzburg. Die Medaille in Bronze kann käuflich erworben werden, die Gold Variante wird für besondere Verbundenheit mit dem mathematischen Institut verliehen. Die Stiftung stellt regelmäßig größere Beiträge zur Beschaffung von Fachliteratur bereit, sie fördert historische Forschungsprojekte, Ausstellungen und Vorträge.